# Імператор Муракамі
Імператор Мурака́мі (яп. 村上天皇, むらかみてんのう, муракамі тенно;14 липня 926 — 5 липня 967) — 62-й Імператор Японії, синтоїстське божество. Роки правління: 31 травня 945 — 5 липня 967. Чотирнадцятий син імператора Дайґо та Фудзівари-но Онсі, єдинородний брат імператора Судзаку.
Третій син імператора Дайґо і імператриці Фудзівара но Онсі, доньки кампаку Фудзівара но Мотоцуне. Замолоду звався принц Наріакіра. 940 року призначено намісником провінції Кодзуке.
У вісімнадцять років проголошений наслідним принцом, через два роки зійшов на престол. Регентом (сессьо) при ньому був його дядько Фудзівара-но Тадахіра. 949 року регент помер, а його посада залишилася вакантною.
З 950 року фактичне управління зосередилося у братів Фудзівара но Моросуке і Фудзівара но Санейорі. Імператор зосередився на літературі та полюванні. Він також був вправним гравцем на біві (флейті) та кото (японська арфа). 951 року назав створити збірку віршів-вака «Ґосен вака-сю».
В 960 році усю владу в державі зосередив Фудзівара но Санейорі. У березні імператор провів поетичні змагання. 16 жовтня того ж року згорів імператорський палац.  967 року принца Норіхіро було оголошено спадкоємцем трону. Невдовзі Муракамі зрікся престолу на користь останнього й того ж року помер.
Вважається актором «Сейрьокі» («Запис [Павільйону] Чистоти та Прохолоди»), складений ймовірно до 957 року, де йдеться про порядок проведення палацового бенкету (наєн).